# Pomnik Jana Pawła II w Ploërmel
Pomnik Jana Pawła II w Ploërmel (franc. Monument à Jean-Paul II) – pomnik papieża we Francji, w bretońskim mieście Ploërmel.

## Opis
Pomnik o wysokości 7,5 m znajduje się na placu Jana Pawła II. Składa się z postumentu, zbudowanego z bloków kamiennych, na którym wznosi się łuk z brązu, zwieńczony krzyżem. W prześwicie łuku znajduje się posąg z brązu, przedstawiający modlącego się papieża. Na postumencie widnieje napis (cytat papieskiego wezwania): N'ayez pas peur (Nie lękajcie się). Pomnik jest dziełem gruzińskiego rzeźbiarza Zuraba Cereteliego, który podarował go swojemu przyjacielowi Paulowi Anselinowi ówczesnemu merowi miasta Ploërmel. Anselin przekazał pomnik miastu. Uroczyste odsłonięcie pomnika nastąpiło 10 grudnia 2006..

## Kontrowersje
Pomnik, wzniesiony w tradycyjnie katolickim regionie Francji, od początku był krytykowany przez środowiska laickie (zwłaszcza Federację Wolnych Myślicieli [Fédération de la Libre-pensée]) jako niezgodny z obowiązującym we Francji prawem o rozdziale Kościoła od państwa z 1905. Te opinie spotkały się ze stanowczym sprzeciwem zarządu miasta
, a mer P. Anselin określił grupę kontestatorów jako „bandę laickich sekciarzy”.
W styczniu 2010 Sąd administracyjny w Vannes orzekł, że przyznanie przez Radę Generalną departamentu Morbihan dotacji w wysokości 4500 euro na wzniesienie postumentu tego pomnika było „niezgodne z prawem do wolności sumienia” i nakazał zwrot tej dotacji. W kwietniu 2015 Sąd administracyjny w Rennes wydał wyrok nakazujący usunięcie krzyża, zwieńczającego pomnik. Sąd ocenił, że krzyż na pomniku jako „ostentacyjny symbol religii chrześcijańskiej” nie ma prawa znajdować się w miejscu publicznym. Warunkiem usunięcia krzyża miała być zgoda twórcy pomnika; w przypadku odmowy cały pomnik musiałby zniknąć z przestrzeni publicznej (mógł zostać przeniesiony na teren prywatny). W grudniu 2015 Administracyjny Sąd Apelacyjny w Nantes, uznając lokalizację pomnika za sprzeczną z prawem, jednocześnie unieważnił wyrok niższej instancji z powodu błędu proceduralnego. W październiku 2017 Rada Państwa nakazała usunięcie krzyża z pomnika. Ta decyzja jest ostateczna.

Decyzja Rady Państwa wywołała liczne protesty we Francji i za granicą. Pod koniec listopada 2017 koło pomnika demonstrowała około 300-osobowa grupa jego obrońców pod hasłami: „Stop fobii antychrześcijańskiej” i „Wygońcie chrześcijaństwo, a będziecie mieli islam”. Rozpoczęła się internetowa kampania protestacyjna „Pokaż swój krzyż” (#MontreTaCroix). We Francji trwa też zbieranie podpisów pod petycją ws. pozostawienia pomnika bez zmian.
Już w 2015 burmistrz węgierskiego miasta Tata – József Michl - proponował, że przeniesie tam pomnik. Jego zdaniem „Francja ma wyraźny problem z chrześcijańskimi korzeniami Europy”. Z podobną propozycją wystąpiła w październiku 2017 polska premier Beata Szydło: „Rząd podejmie starania, żeby „ocalić od ocenzurowania” pomnik papieża Jana Pawła II we Francji. Zaproponujemy przeniesienie go do Polski, o ile będzie zgoda francuskich władz i społeczności lokalnej” (...) „Dyktat politycznej poprawności – laicyzacji państwa – wprowadza miejsce dla wartości, które są nam obce kulturowo, które prowadzą do sterroryzowania codziennego życia Europejczyków”. Jednak Francja nie zgadza się na oddanie pomnika za granicę.
Zaproponowano różne rozwiązania: usunięcie samego krzyża, przeniesienie całego pomnika lub zakupienie miejsca, na którym się znajduje (aby stał się własnością prywatną). Dopiero w czerwcu 2018 roku kontrowersje zakończyły się zakupem przez diecezję posągu i jego przemieszczeniem o 30 metrów na grunty nabyte przez diecezję, w sąsiedztwie prywatnej katolickiej uczelni Sacré-Cœur.